# 1931 na televisão

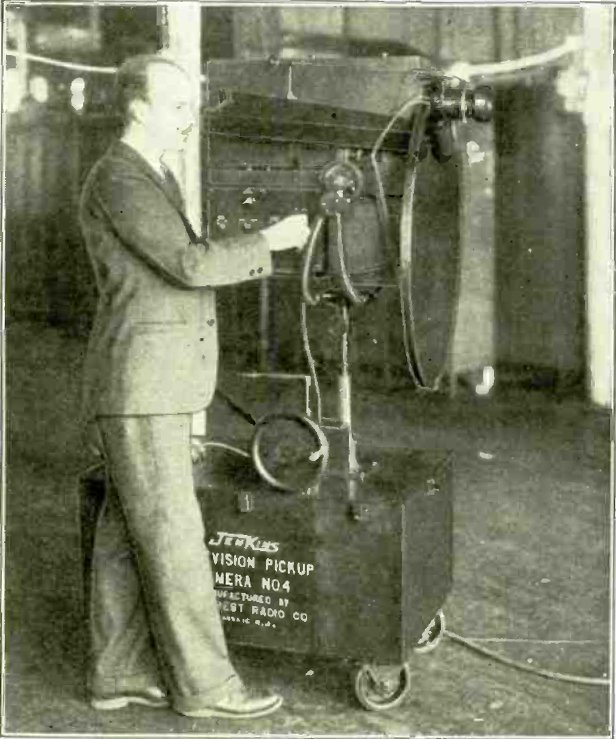
1931, na televisão

## Nascimentos
| Data            | Nome                | Profissão                                                                 | Nacionalidade  | Observações | Ref    |
| --------------- | ------------------- | ------------------------------------------------------------------------- | -------------- | ----------- | ------ |
| 19 de janeiro   | Ítalo Rossi         | ator                                                                      | Brasil         | m. 2011     | [ 1 ]  |
| 23 de janeiro   | Rubens Correia      | ator e realizador                                                         | Brasil         | m. 1996     | [ 2 ]  |
| 13 de fevereiro | Isaac Bardavid      | dublador e ator                                                           | Brasil         | m. 2022     | [ 3 ]  |
| 18 de março     | Chalong Pakdeevijit | diretor de cinema e televisão, produtor, diretor de fotografia e dublador | Tailândia      | m. 2024     |        |
| 12 de abril     | Chico Anysio        | humorista, ator, dublador, escritor, compositor e pintor                  | Brasil         | m. 2012     | [ 4 ]  |
| 2 de abril      | Mauro Mendonça      | ator                                                                      | Brasil         |             |        |
| 28 de abril     | Nair Bello          | atriz                                                                     | Brasil         | m. 2007     | [ 5 ]  |
| 8 de maio       | Adelaide Chiozzo    | atriz e cantora                                                           | Brasil         | m. 2020     | [ 6 ]  |
| 16 de maio      | Magda Guzmán        | atriz                                                                     | México         | m. 2015     | [ 7 ]  |
| 3 de junho      | Françoise Arnoul    | atriz                                                                     | França         | m. 2021     | [ 8 ]  |
| 14 de junho     | Marla Gibbs         | atriz                                                                     | Estados Unidos |             |        |
| 26 de julho     | Robert Colbert      | ator                                                                      | Estados Unidos |             |        |
| 1 de agosto     | Isabel de Castro    | atriz                                                                     | Portugal       | m. 2005     |        |
| 18 de agosto    | Roberto de Cleto    | ator, colunista, tradutor e professor de teatro                           | Brasil         | m. 2002     |        |
| 21 de setembro  | Larry Hagman        | ator, diretor e produtor                                                  | Estados Unidos | m. 2012     | [ 9 ]  |
| 19 de novembro  | Fábio Sabag         | ator, diretor e produtor de teatro, cinema e televisão                    | Brasil         | m. 2008     | [ 10 ] |

## Mortes
| Data | Nome | Profissão | Nacionalidade | Observações | Ref |
| ---- | ---- | --------- | ------------- | ----------- | --- |